# Maison au 104, Grand-Rue à Haguenau
La maison au 104, Grand-Rue est un monument historique situé à Haguenau, dans le département français du Bas-Rhin.

## Situation et accès
Ce bâtiment est situé au 104, Grand-Rue à Haguenau.

## Historique
L'édifice fait l'objet d'une inscription au titre des monuments historiques depuis 1930.

## Architecture

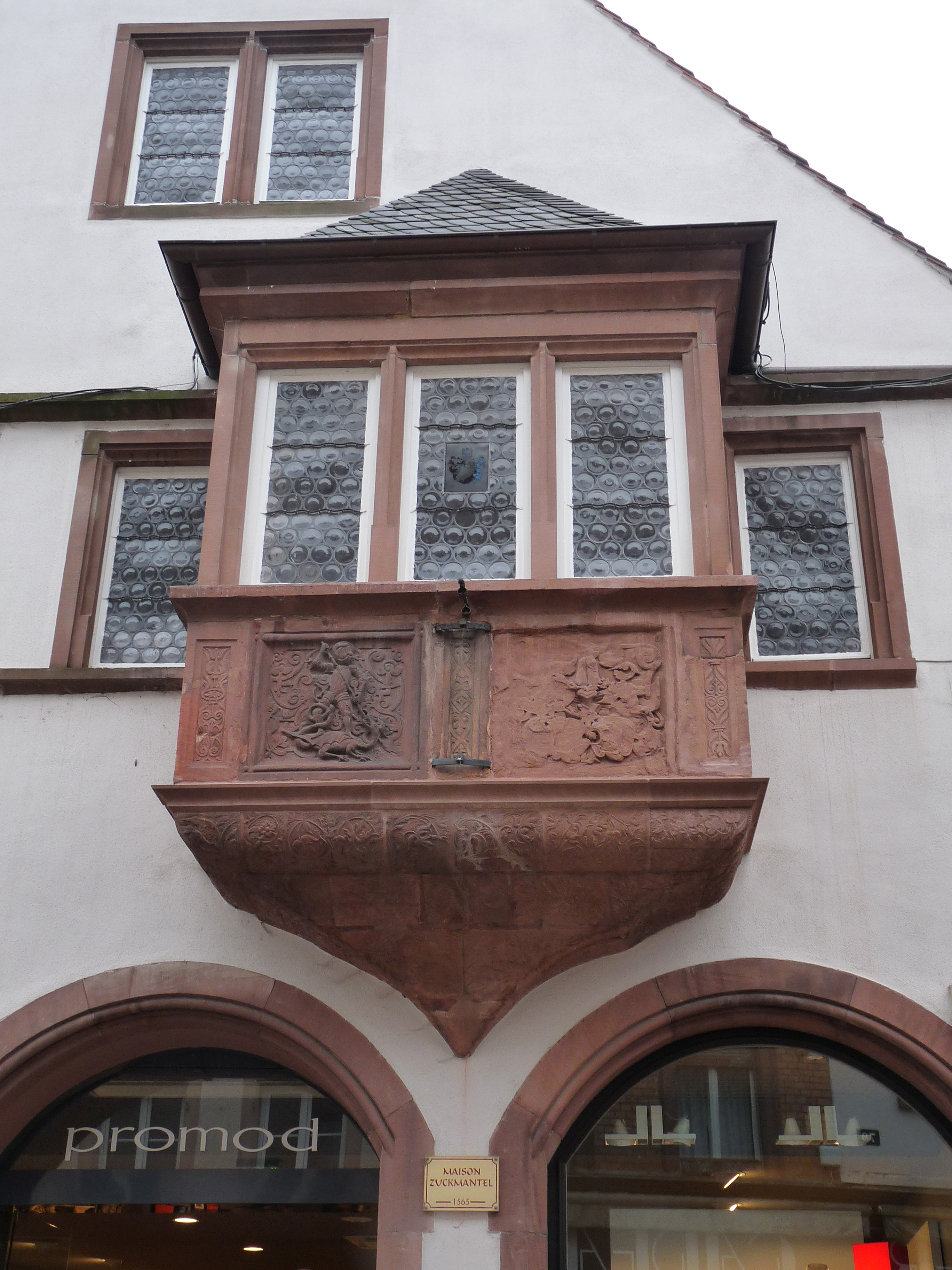
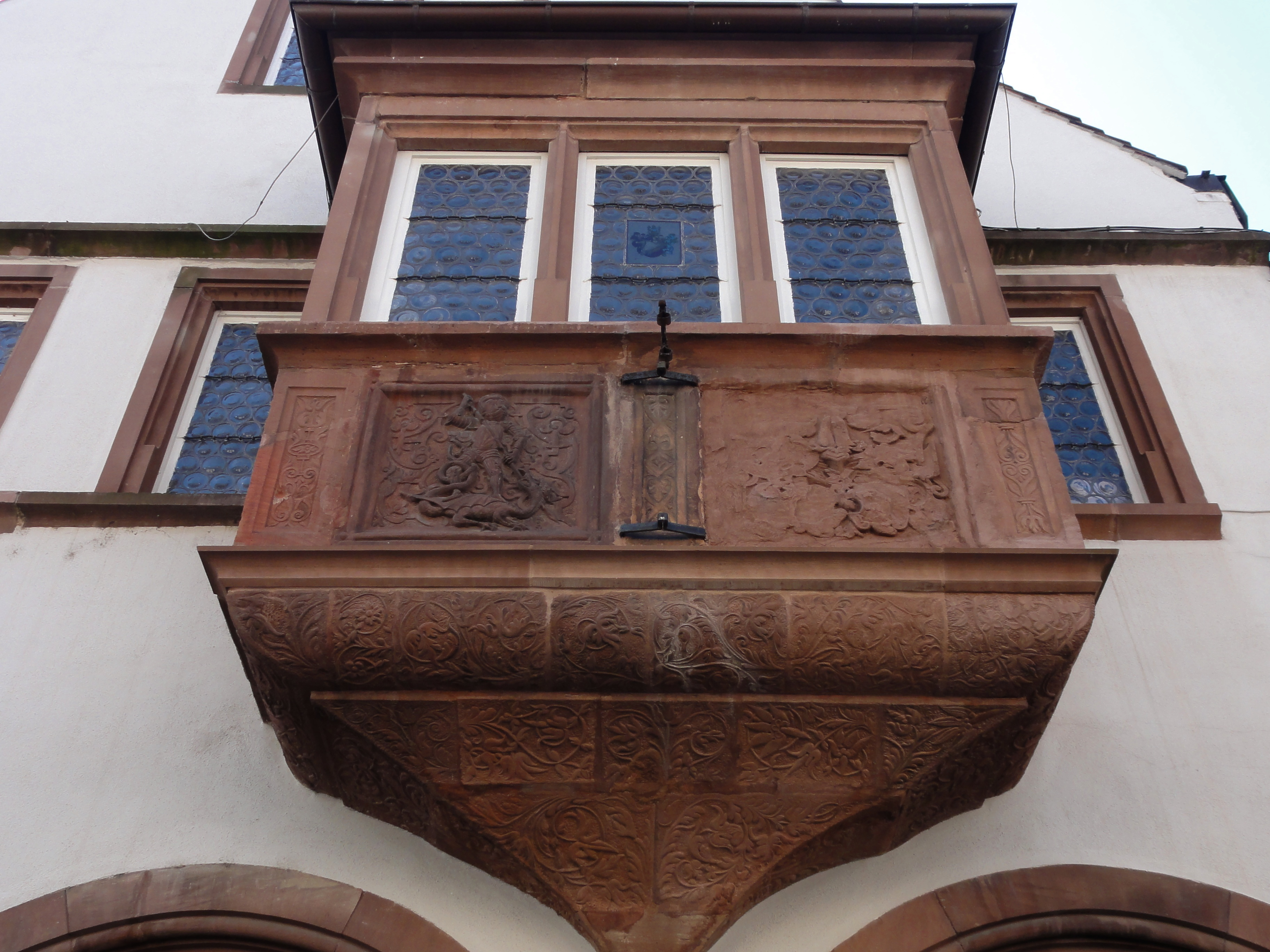
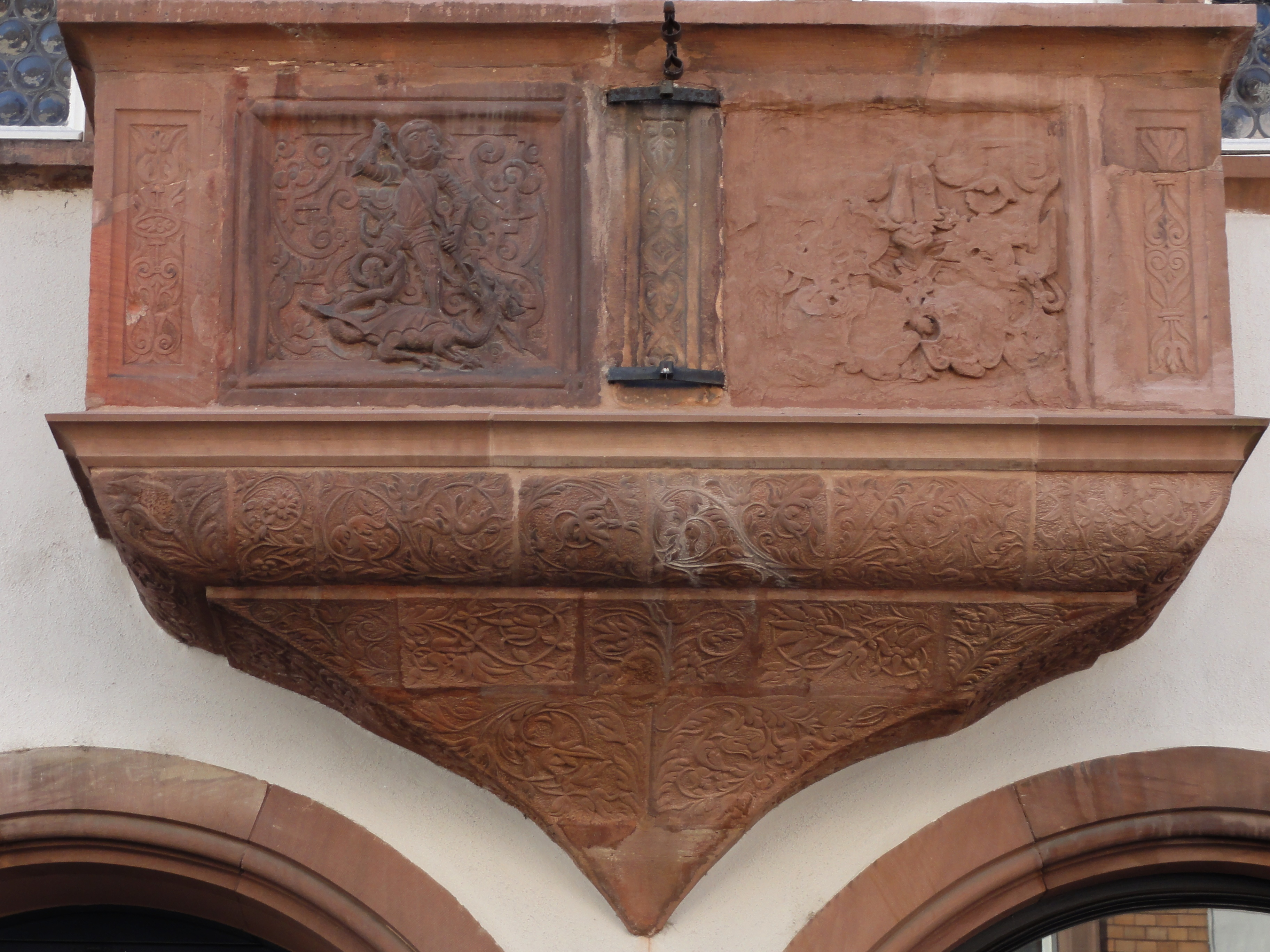